# Lomax (Illinois)
Lomax es una villa ubicada en el condado de Henderson en el estado estadounidense de Illinois. En el Censo de 2010 tenía una población de 454 habitantes y una densidad poblacional de 168,22 personas por km².

## Geografía
Lomax se encuentra ubicada en las coordenadas 40°40′44″N 91°4′34″O / 40.67889, -91.07611. Según la Oficina del Censo de los Estados Unidos, Lomax tiene una superficie total de 2.7 km², de la cual 2.7 km² corresponden a tierra firme y (0%) 0 km² es agua.

## Demografía
Según el censo de 2010, había 454 personas residiendo en Lomax. La densidad de población era de 168,22 hab./km². De los 454 habitantes, Lomax estaba compuesto por el 96.04% blancos, el 0.22% eran afroamericanos, el 0.44% eran amerindios, el 0.88% eran asiáticos, el 0% eran isleños del Pacífico, el 0.22% eran de otras razas y el 2.2% pertenecían a dos o más razas. Del total de la población el 2.86% eran hispanos o latinos de cualquier raza.